# ناو کلاس آگانو
کروزر کلاس آگانو (به انگلیسی: Agano-class cruiser) یک کلاس از کشتی است که طول آن 162 meters می‌باشد.